# Прапор Киргизької РСР
Пра́пор Киргизької РСР — республіканський символ Киргизької РСР. Затверджений 22 грудня 1952.
Попередня версія містила золотий напис кирилицею киргизькою (КЫРГЫЗ ССР) та російською (рос. Киргизская ССР) мовами на червоному полотнищі.